# ديسكفري جاردنز
ديسكفري جاردنز من المناطق السكنية بإمارة دبي، الإمارات العربية المتحدة وتتبع قسم جبل علي وتتسم بمعمارها الجميل وشوارعها على نمط الحدائق الإنجليزية وأغلب سكانها من الوافدين ويقع بها المركز التجاري الشهير ابن بطوطة ويخدمها مترو دبي بمحطة ابن بطوطة ويوجد بها عدد من الشقق الفندقية والمطاعم.

## التاريخ
تشكل حدائق ديسكفري الجزء الشمالي من منطقة قرية جبل علي. تم بناء قرية جبل علي الأصلية في عام 1977 لتوفير السكن لموظفي المقاولين في مجال البناء. في هذا الوقت، خطط الشيخ راشد بن سعيد آل مكتوم لتطوير جبل علي إلى منطقة صناعية بمطارها الخاص (مطار آل مكتوم الدولي الآن إلى الجنوب)، ومينائها (ميناء جبل علي الآن)، وبلدتها (جبل علي الآن). كانت المنطقة مشروع السير ويليام هالكرو وشركاه.

## الثقافة
تظهر المنطقة في رواية 2011 يائس في دبي، وكتاب 2019 المدن المؤقتة: مقاومة الزوال في شبه الجزيرة العربية.